# Pycnogonum tesselatum
Pycnogonum tesselatum är en havsspindelart som beskrevs av Stock, J.H. 1968. Pycnogonum tesselatum ingår i släktet Pycnogonum och familjen Pycnogonidae. Inga underarter finns listade i Catalogue of Life.